# رادارکومه
رادارکومه، روستایی از توابع بخش مرکزی شهرستان لنگرود در استان گیلان ایران است.

## جمعیت
این روستا در شهرچمخاله قرار دارد و براساس سرشماری مرکز آمار ایران در سال ۱۳۸۵، جمعیت آن ۱۰۰۰ نفر (۳۰۰خانوار) بوده‌است.